# Campeonato Gaúcho de Futebol de 1950
O Campeonato Gaúcho de Futebol de 1950, foi a 30ª edição da competição no Estado do Rio Grande do Sul. Os campeões das regiões disputaram um quadrangular final de turno único para definir o título. O campeão deste ano foi o Internacional.

## Participantes
| Equipe        | Cidade        | Classificação                                                         | Participação |
| ------------- | ------------- | --------------------------------------------------------------------- | ------------ |
| Brasil        | Pelotas       | Campeão da Região de Pelotas/Rio Grande/Bagé                          | 7ª           |
| Floriano      | Novo Hamburgo | Campeão da Região de Cachoeira do Sul/Novo Hamburgo/Santa Cruz do Sul | 16ª *        |
| Internacional | Porto Alegre  | Campeão da Região de Porto Alegre                                     | 12ª          |
| Uruguaiana    | Uruguaiana    | Campeão da Região de Santana do Livramento/Santa Maria/Uruguaiana     | 5ª           |

* Ex-Novo Hamburgo, a sétima participação como Floriano.

## Tabela

### Quadrangular final (turno único)
| 10 de janeiro de 1951 | Brasil de Pelotas                       | 3 – 0 | Uruguaiana | Montanha, Porto Alegre                                         |
| 19:15                 | Galego 1' · Manuelzinho 29' · Artur 50' |       |            | Público: 5 511 Renda: Cr$ 45.564,00 Árbitro: RS Dirceu Bezerra |

- Brasil de Pelotas: Caruccio; Tábua e Dario; Tibiriça, Seara e Tavares; Petrucci, Manuelzinho, Darci, Galego e Artur.
- Uruguaiana: João Neves; Xisto e Telechea; Júlio, Robales e Ubaldino; Miguens, Samuel, Rubens, Santini e Sanches.

| 10 de janeiro de 1951 | Internacional                                  | 4 – 1 | Floriano   | Montanha, Porto Alegre                                     |
| 21:15                 | Ênio Andrade 18', 29' · Mujica 20' · Solis 31' |       | Ferraz 70' | Público: 5 511 Renda: Cr$ 45.564,00 Árbitro: RS Léo Campos |

- Internacional: Éverton; Nena e Ilmo; Salvador, Oreco e Ruarinho; Herculano, Ênio Andrade, Solis, Mujica e Huguinho. Técnico: Alfredo González.
- Floriano: Periquito; Miro e Zulfe; Mirão, Ingo e Crespo; Zipp, Ferraz, Juarez, Pit e Raul.

| 13 de janeiro de 1951 | Floriano        | 2 – 0 | Brasil de Pelotas | Montanha, Porto Alegre                       |
| 19:15                 | Ferraz 43', 89' |       |                   | Renda: Cr$ 17.412,00 Árbitro: RS Jorge Ussam |

- Floriano: Periquito; Miro e Zulfe; Mirão, Ingo e Crespo; Zipp, Ferraz, Juarez, Pit e Raul.
- Brasil de Pelotas: Caruccio; Tábua e Dario; Tibiriça, Seara e Tavares; Murtozinha, Manuelzinho, Darci, Galego e Artur.

| 13 de janeiro de 1951 | Internacional | 1 – 1 | Uruguaiana | Montanha, Porto Alegre                            |
| 21:15                 | Solis 23'     |       | Miguens    | Renda: Cr$ 17.412,00 Árbitro: RS Arthur Vilarinho |

- Internacional: Éverton; Nena e Ilmo; Oreco, Salvador e Ruarinho; Herculano, Solis, Mujica, Ênio Andrade e Carlitos. Técnico: Alfredo González.
- Uruguaiana: João Neves; Xisto e Telechea; Júlio, Robales e Ubaldino; Miguens, Samuel, Santini, Ofrielo e Sosa.

| 17 de janeiro de 1951 | Floriano        | 2 – 0 | Uruguaiana | Montanha, Porto Alegre                       |
| 19:15                 | Juarez 42', 54' |       |            | Renda: Cr$ 46.944,00 Árbitro: RS Jorge Ussam |

- Floriano: Periquito; Miro e Zulfe; Mirão, Ingo e Crespo; Zipp, Ferraz, Juarez, Pit e Raul.
- Uruguaiana: João Neves; Xisto e Telechea; Júlio, Robales e Ubaldino; Miguens, Samuel, Santini, Ofrielo e Sosa.

| 17 de janeiro de 1951 | Internacional    | 1 – 0 | Brasil de Pelotas | Montanha, Porto Alegre                            |
| 21:15                 | Ênio Andrade 78' |       |                   | Renda: Cr$ 46.944,00 Árbitro: RS Arthur Vilarinho |

- Internacional: Éverton; Nena e Ilmo; Oreco, Salvador e Ruarinho; Herculano, Solis, Mujica, Ênio Andrade e Carlitos. Técnico: Alfredo González.
- Brasil de Pelotas: Caruccio; Tábua e Dario; Tibiriça, Seara e Cinza; Murtozinha, Manuelzinho, Darci, Galego e Lombardini. Técnico: Chico Fuleiro.

### Classificação
| Pos. | Equipes           | Pts | J | V | E | D | GP | GC | SG |
| ---- | ----------------- | --- | - | - | - | - | -- | -- | -- |
| 1    | Internacional     | 5   | 3 | 2 | 1 | 0 | 6  | 2  | 4  |
| 2    | Floriano          | 4   | 3 | 2 | 0 | 1 | 5  | 4  | 1  |
| 3    | Brasil de Pelotas | 2   | 3 | 1 | 0 | 2 | 3  | 3  | 0  |
| 4    | Uruguaiana        | 1   | 3 | 0 | 1 | 2 | 1  | 6  | –5 |

## Campeão
| Campeonato Gaúcho de 1950          |
| ---------------------------------- |
| Internacional Campeão (11º título) |